# Saint-Didier-de-Formans

Saint-Didier-de-Formans este o comună în departamentul Ain din estul Franței.